# 哥本哈根大学

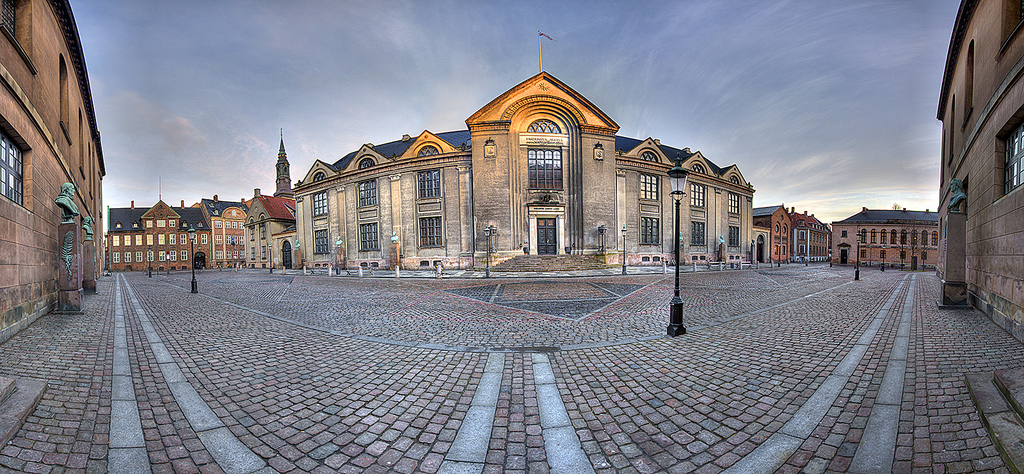
大学主楼Frue Plads.

哥本哈根大学（丹麦语：Københavns Universitet），位于丹麦王国的首都哥本哈根，是丹麦历史最悠久的大学，也是规模第二大的大学之一。在读学生总数约4万人，超过半数为女性。此外，还有逾一万教职员工。哥本哈根大学的校园散落在市区里和城市周边，最古老的部分则位于哥本哈根古城区。哥本哈根大学是斯堪的纳维亚地区第二古老的大学，它和位于日德兰半岛的奥胡斯大学同为丹麦享有国际声誉的教育与科研机构。

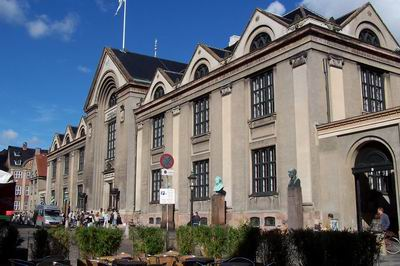
哥本哈根大学主楼Frue Plads.

截止2018年10月，共有39位校友、教职工及研究人员获得过诺贝尔奖。

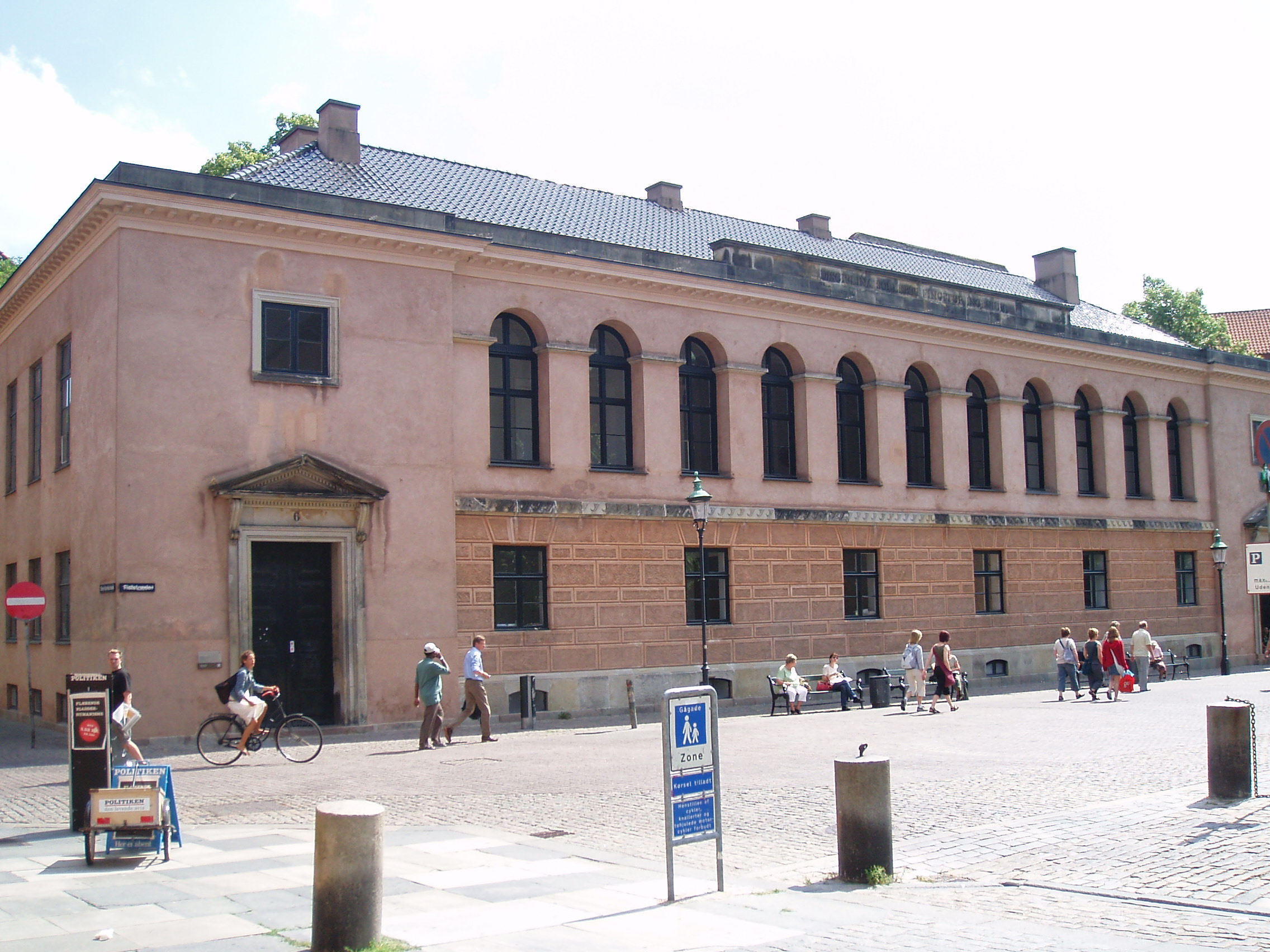
Annex in Fiolstræde.

## 院系设置
在哥本哈根大学，多数课程是用丹麦语来教授的，但为了吸引国际学生，也有若干专业以英文和德文来授课。哥本哈根大学目前共设有六个学院，各学院下分设不同科系和专业。这六大学院是：
- 神学院
- 人文学院
- 社会科学学院
- 法学院
- 理学院
- 健康与药学学院

## 校园
哥本哈根市内主要有四处校区：
- North Campus
  - 健康与药学学院
  - 理学院
  - 生物工艺研究与创新中心（BRIC）
  - 哥本哈根大学医院本部（Rigshospitalet,Copenhagen University Hospital）
- City Campus
  - 社会科学学院
  - 神学院
  - 行政部门
- South Campus
  - 人文学院
  - 法學院
- Frederiksberg Campus
  - 理学院
  - 哥本哈根大学宠物医院（The University Hospital for Companion Animals）

## 历史

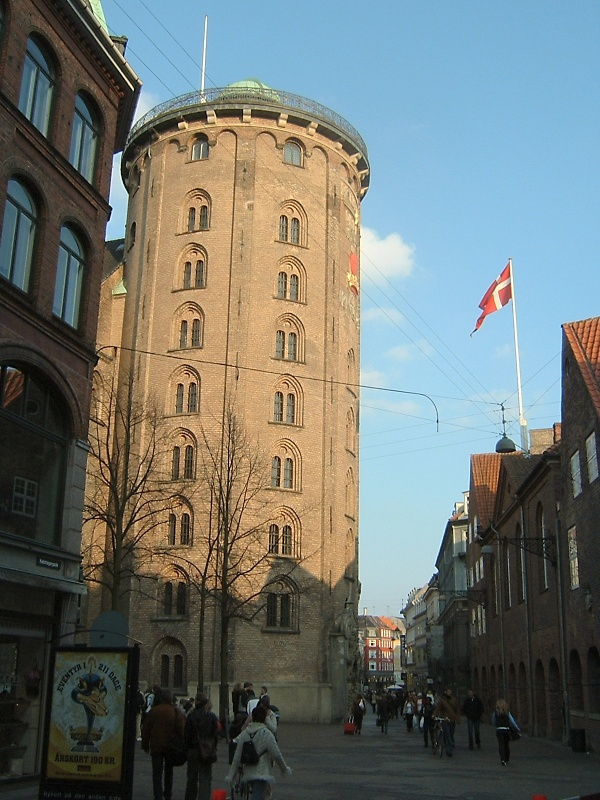
圆塔（Rundetårn）被奥勒·罗默用作17世纪的天文台

哥本哈根大学始创于1479年，是丹麦的第一所大学。和欧洲其他国家早期的大学一样，哥本哈根大学最初也是由天主教会创建，以培养教士、传播基督教思想为职责。早期的哥本哈根大学的专业设置除神学外，还包括法学、医学和哲学。1573年马丁·路德新教改革之后，哥本哈根大学得以重建，并从天主教大学转变为新教大学。在1675至1788年之间，哥本哈根大学引进了学位考试制度。这种制度最先应用于神学院，之后向其他学院推广。截至1788年，所有专业的学生都必须要参加学位考试来获取学位证书。

在1807年英国和丹麦的交战中，英国的舰队炮轰哥本哈根城。哥本哈根大学的很多古老建筑在这次战役中被毁。1836年，新的大学主楼落成。哥本哈根大学的很多附属机构，包括图书馆、动物学博物馆、地质博物馆、植物园和温室等都是在这段时间内建立起来的。六大学院之一的技术学院也诞生于这一时期。

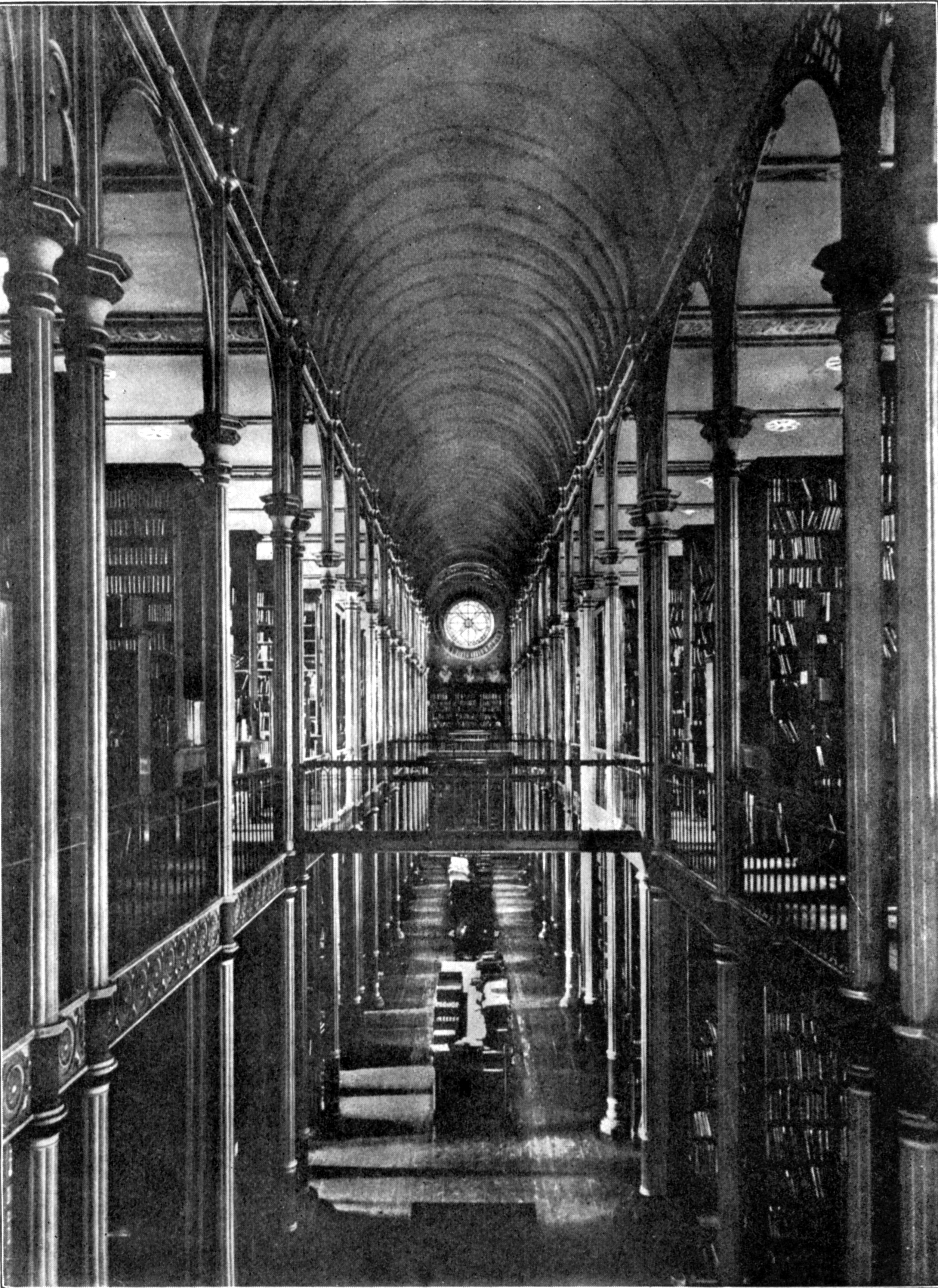
Fiolstræde的旧图书馆内部，攝於約1920年。

1842年和1850年之间，哥本哈根大学进行了大规模的院系调整。原来的医学院和外科医学研究所合并为保健科学学院。1848年，法学院也进行了调整，将新兴的政治学科归入法学院。1850年，数学和自然科学专业从哲学院中分离出来，单独成为一个独立的学院。而哥本哈根大学哲学系开始隶属于人文学院的媒体、认知与沟通系（Department of Media, Cognition and Communication）。

1877年，哥本哈根大学录取了第一位女学生。1960年至1980年间是哥本哈根大学发展的黄金时期。期间，学生人数从6000增至26000，教职员工人数也相应大规模增加。此外，这一时期内还兴建了新的动物学博物馆，以及以物理学家奥斯特和諾和諾德创始人奧古斯特·克羅命名的研究所。学校还在阿玛格岛（Amager）上建立了新的校区。

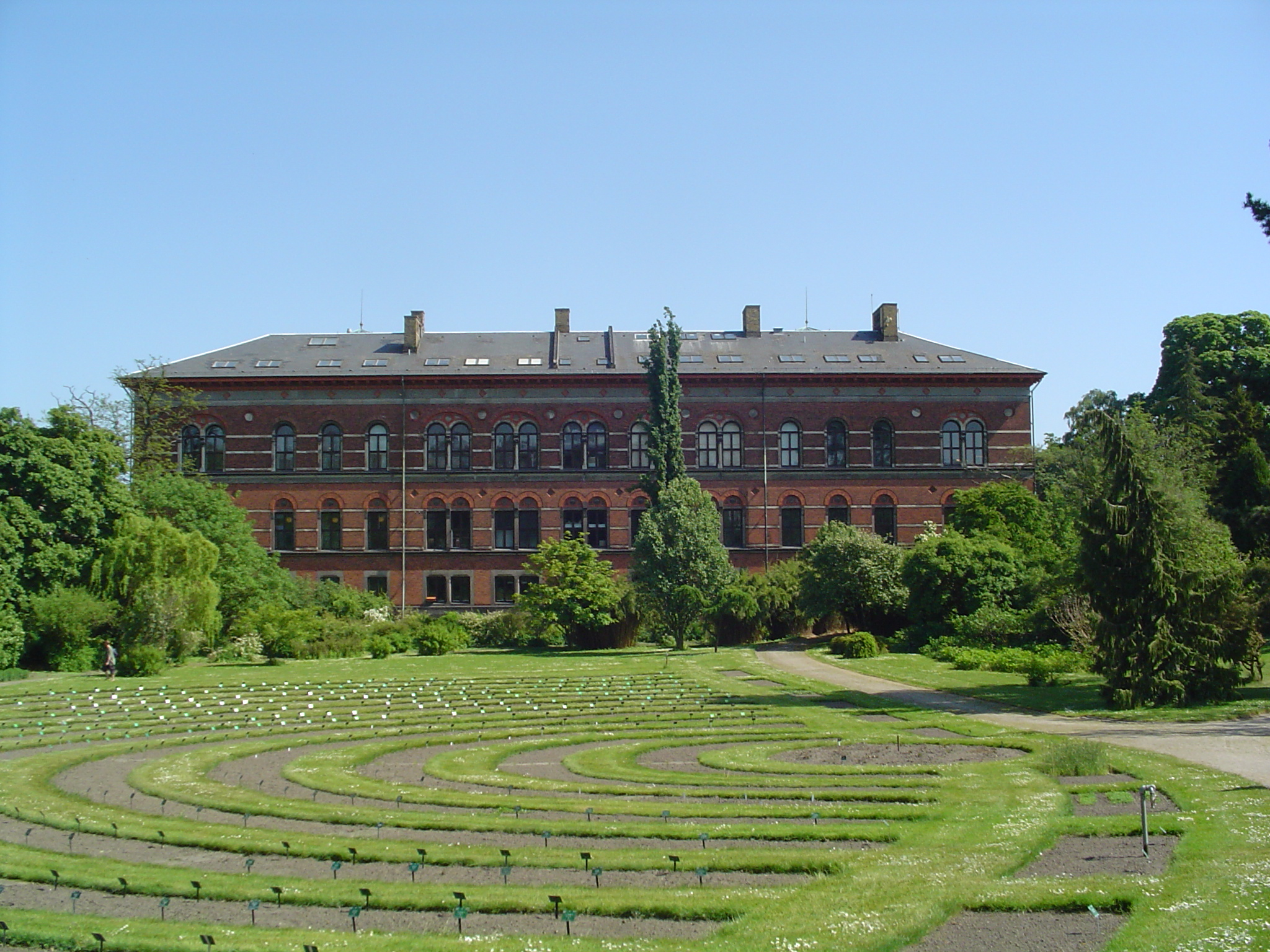
地质博物馆

哥本哈根大学于1970年颁布校规，规定对大学施行民主化管理。1973年，这一规定得到修正，并很快被丹麦的所有高等教育机构所采纳。1990年至1993年期间的改革使得大学开设的所有专业都有授予学士学位的资格。

1993年，法学专业脱离社会科学学院而成立独立的法学院。1994年，哥本哈根大学开设环境科学、南北关系和生物工艺学等新专业，并在政策上给予倾斜，以适应其长期发展的需要。从1996年开始至今，哥本哈根大学又陆续建造了一些新的建筑，包括人文科学学院大楼和生物工艺研究创新中心（BRIC）。2007年，哥本哈根大学合并了丹麦皇家农业和兽医学院和丹麦药科大学。2012年，院系被调整成6个。2013年，人文学院又正式纳入了丹麦皇家图书情报学院。

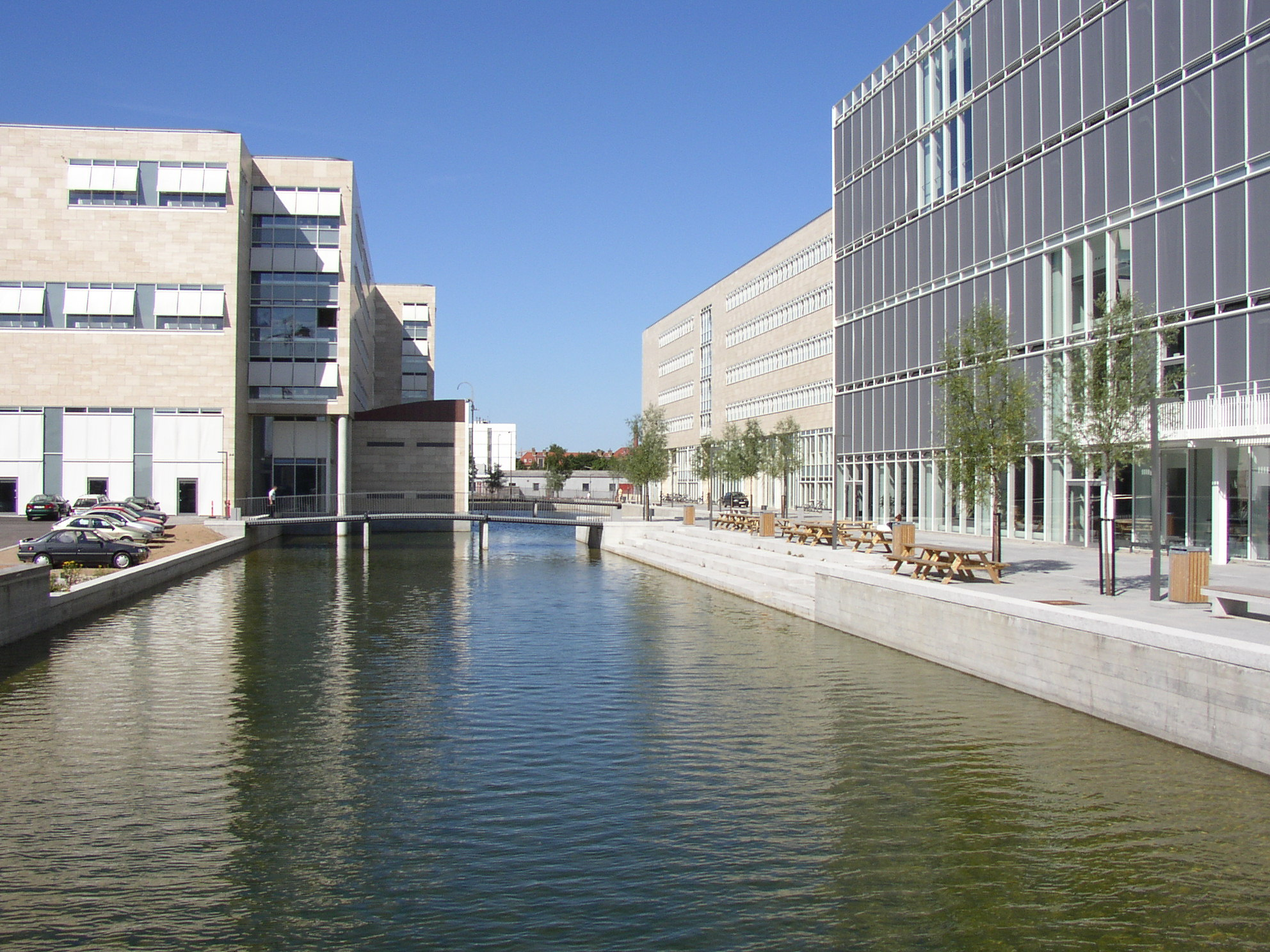
人文学院

## 学生住宿

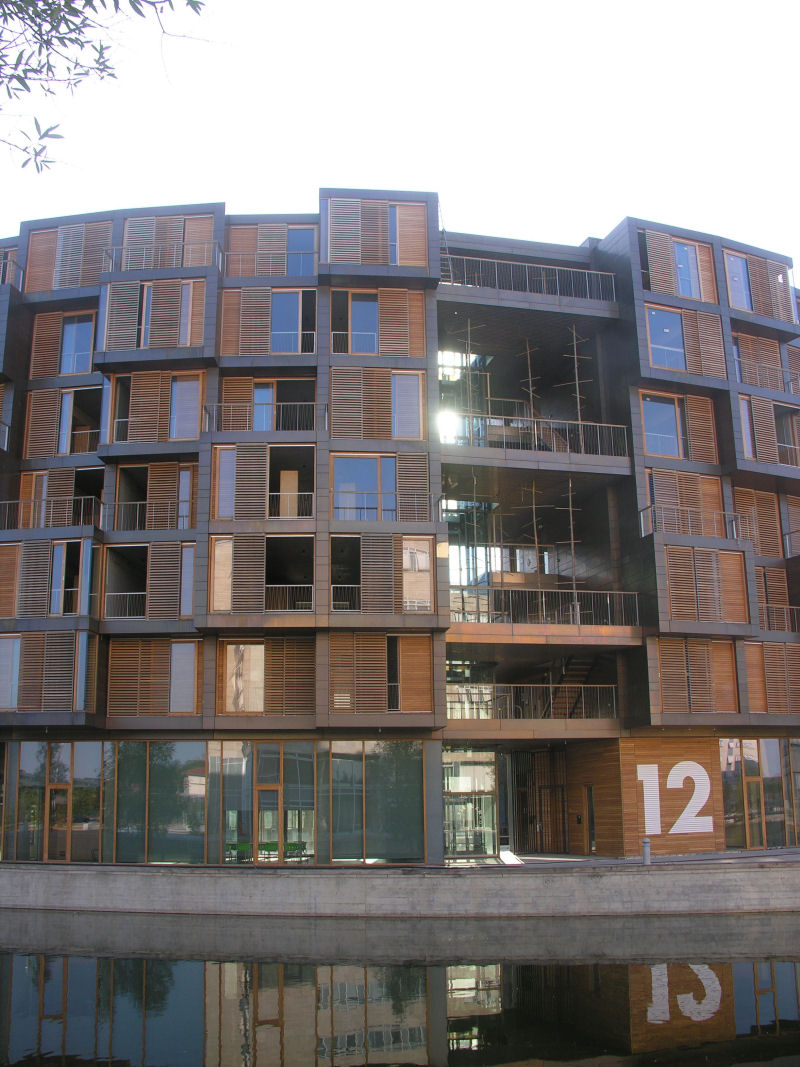
Tietgen学生宿舍 (Tietgens Kollegiet)

尽管在哥本哈根有大量的学生宿舍（丹麦语：kollegier）归私人所有（即学生需要自己寻求住所、或透過校方住宿基金(Housing Foundation)申請），但仍有5处是归校方经营。只有那些已学习两年时间的学生可以申请住校。这些公共宿舍统称为老公寓，它们包括Regensen、Elers' Kollegium、Borchs Kollegium、Hassagers Kollegium和Valkendorfs Kollegium。

## 国际名声
2018年上海交通大学发布的世界大学学术排名（ARWU World University Rankings)把哥本哈根大学列为丹麥和北歐地区最好的大学，并在歐洲大陸（不含英國）排名第2，歐洲地區（含英國）排名第6，同時在世界500所最好的大学中名列第29位。
2016年清华大学知社学术圈的“全球大学研究影响力排名” (Research Ranking of Global Universities, RRGU)中，哥本哈根大学位居世界第32位。
在2016年国立台湾大学发布的National Taiwan University Ranking (The Performance Ranking of Scientific Papers for World Universities)中，哥本哈根大学为世界第22位。
2016年萊頓大學的CWTS Leiden Ranking 2016中，哥本哈根大学位居世界第30位。
在2015-2016年中东科技大学的University Ranking by Academic Performance中，哥本哈根大学攀升至全球第16位。
在2016/17年的U.S. News & World Report: Best Global Universities排名中，该校位列世界第49位。
该校与世界众多大学展开了广泛深入的合作交流。2006年1月，该校进入了由世界十所顶尖大学组成的合作组织国际研究型大学联盟，其余九所大学分别是澳洲国立大学、苏黎世联邦理工学院、新加坡国立大学、北京大学、加州大学伯克利分校、剑桥大学、牛津大学、东京大学和耶鲁大学

## 杰出校友
相关获奖者

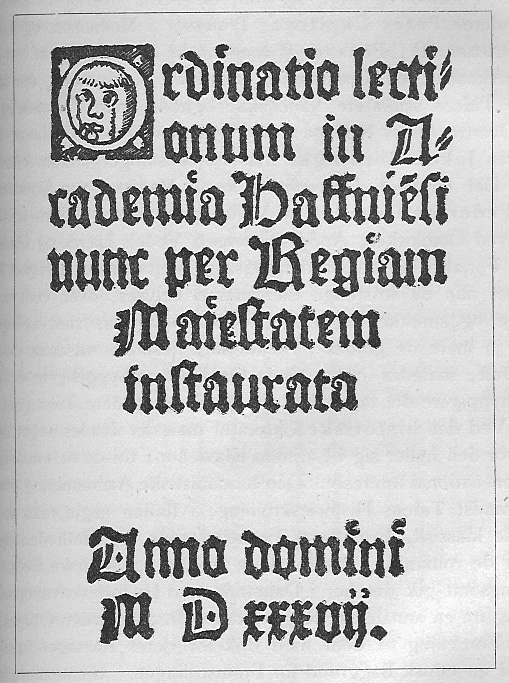
该大学现存最古老的教学计划自1537年而来

- 尼尔斯·吕贝里·芬森，医师，1903年获诺贝尔奖
- 卡尔·阿道夫·盖勒鲁普，诗人，1917年获诺贝尔奖
- 奥古斯特·克罗，生理学家，1920年获诺贝尔奖
- 尼尔斯·玻尔，物理学家，1922年获诺贝尔奖
- 詹姆斯·弗兰克，物理学家，1925年获诺贝尔奖
- 约翰尼斯·菲比格，病理学家，1926年获诺贝尔奖
- 哈羅德·尤里，化学家、物理学家，1934年获诺贝尔奖
- 乔治·德海韦西，化学家，1943年获诺贝尔奖
- 亨利克·达姆，生理学家，1943年获诺贝尔奖
- 约翰内斯·威廉·延森，文学家，1944年获诺贝尔奖
- 詹姆斯·沃森，生物学家，1953年获诺贝尔奖
- 萊納斯·鮑林，化学家，1954年获诺贝尔奖
- 弗里茨·阿尔贝特·李普曼，生物化学家，1962年获诺贝尔奖
- 汉斯·贝特，物理学家，1967年获诺贝尔奖
- 约翰·施里弗，物理学家，1972年诺贝尔奖
- 杰弗里·威尔金森，化学家，1973年诺贝尔奖
- 奥格·玻尔，物理学家，1975年获诺贝尔奖
- 本·莫特森，物理学家，1975年获诺贝尔奖
- 内维尔·莫特，物理学家，1977年获诺贝尔奖
- 贝蒂尔·奥林，经济学家和政治家，1977年获诺贝尔奖
- 史蒂文·温伯格，物理学家，1979年获诺贝尔奖
- 谢尔登·格拉肖，物理学家，1979年获诺贝尔奖
- 保羅·伯格，生物学家，1980年获诺贝尔奖
- 苏布拉马尼扬·钱德拉塞卡，物理學家和天體物理學家，1983年获诺贝尔奖
- 尼尔斯·杰尼，免疫学家，1984年获诺贝尔奖
- 愛德華·路易斯，遗传学家，1995年获诺贝尔奖
- 延斯·克里斯蒂安·斯科，化学家，1997年获诺贝尔奖
- 沃尔特·科恩，物理学家，1998年获诺贝尔奖
- 安德烈·海姆，物理学家，2010年获诺贝尔奖
- 约翰·惠勒，物理学家，1997年获沃尔夫奖
- Per Pinstrup-Andersen，经济学家，2001年获世界粮食奖
- 彼得·诺尔，计算机科学家，2005年获图灵奖
- 哈那德·玻尔，数学家，1908年获奥运银牌
- 埃斯基尔·埃贝森，赛艇运动员，共获三枚奥运金牌
- 莫滕·弗罗斯特，羽毛球運動員，前世界排名第一運動員，羽壇四大天王之一。

学术界医学界
- 托马斯·巴托林，解剖学家，发现人体淋巴系统
- 比约恩·易卜生，麻醉学家，最早提出并建立了ICU病房
- 汉斯·克里斯蒂安·革兰，革兰氏染色法发明者
- 第谷·布拉赫，著名天文学家
- 英厄·莱曼，地震学家
- 本特·斯特龙根，天文学家，国际天文学联合会主席
- Thomas Fincke，数学家和物理学家
- 仁科芳雄，日本近代物理学奠基人
- 乔治·伽莫夫，物理学家，大爆炸理论提出者之一
- Holger Bech Nielsen，超弦理论之父
- 奥斯卡·克莱因，物理学家
- 瑟伦·索伦森，化学家，发明pH值
- 汉斯·克里斯钦·奥斯特，物理学家和化学家
- 奥托·叶斯柏森，著名语言学家
- Vilhelm Thomsen，语言学家
- Rasmus Rask，著名语言学家，比较语言学奠基人
- 路易·叶尔姆斯列夫，语言学家
- Alf Ross，著名法学家
- 威廉·约翰森，植物学家
- 马丁·瓦尔，生物学家，瑞典皇家科学院外籍院士
- Ole Worm，内科医生和文物收藏家
- Mikkel Thorup，计算机科学家
- Mads Tofte，计算机科学家
- 科琳娜·科特斯，计算机科学家
- Søren Johansen，著名计量经济学家
- 杨焕明，基因组学科学家，美國國家科學院外籍院士

文学界艺术界
- Benjamin Christensen，导演，邪典电影鼻祖
- 格奥尔格·布兰德斯，著名文学评论家和文学史家
- 汉斯·克里斯钦·安徒生，著名童话作家
- 路德维希·洪堡，作家、散文家、哲学家、历史学家和剧作家
- Per Kirkeby，画家和雕塑家
- 克尔凯郭尔，哲学家和作家，存在主义之父
- 拉尔斯·米科尔森，著名演员
- 亨利克·诺德布兰德，诗人、小说家、散文家
- 亚当·戈特洛布·奥伦施拉格，诗人和剧作家

商界政界教育界
- Ove Arup，奥雅纳创始人
- Steen Riisgaard，COWI A/S董事长
- Agnete Raaschou-Nielsen，诺维信董事
- Jan Leschl，企业家、职业网球运动员
- 瑪格麗特二世 (丹麥)，丹麦女王
- 拉尔斯·勒克·拉斯穆森，丹麦首相
- 波尔·尼鲁普·拉斯穆森，丹麦首相
- 保罗·施吕特，丹麦首相
- 保罗·哈特林，丹麦首相,1981年带领联合国难民署获得诺贝尔和平奖
- 延斯·奥托·克拉格，丹麦首相
- 赫勒·托宁-施密特，丹麦首相
- Halfdan T. Mahler，WHO总干事
- Mogens Lykketoft，联合国大会主席
- 哈尔多尔·奥斯格里姆松，冰岛总理
- 西格蒙杜尔·戴维·贡劳格松，冰岛总理
- 维格迪丝·芬博阿多蒂尔，冰岛总统
- Peter Høj，昆士兰大学校长
- 杨福家，诺丁汉大学校监，复旦大学校长
- 馮達旋，國立清華大學副校長

## 链接
- University of Copenhagen Website（页面存档备份，存于） （丹麦文） （英文）
- University of Copenhagen Alumni - International[永久] （英文）
- Faculty of Health Sciences website（页面存档备份，存于） （丹麦文） （英文）
- Faculty of Humanities website（页面存档备份，存于） （丹麦文） （英文）
- Faculty of Law website（页面存档备份，存于） （丹麦文） （英文）
- Faculty of Life Sciences website（页面存档备份，存于） （丹麦文） （英文）
- Faculty of Pharmaceutical Sciences website（页面存档备份，存于） （丹麦文） （英文）
- Faculty of Science website（页面存档备份，存于） （丹麦文） （英文）
- Faculty of Social Sciences website（页面存档备份，存于） （丹麦文） （英文）
- Faculty of Theology website （丹麦文） （英文）
- Student body size as of October 1 2007 （丹麦文）